# راسوی کیسه‌دار دم‌قرمز
راسوی کیسه‌دار دم‌قرمز (نام علمی: Phascogale calura) نام یک گونه از سرده راسوی کیسه‌دار است.